# Deer Park (Wisconsin)
Deer Park és una població dels Estats Units a l'estat de Wisconsin. Segons el cens del 2000 tenia 227 habitants.

## Demografia
Segons el cens del 2000, Deer Park tenia 227 habitants, 91 habitatges, i 62 famílies. La densitat de població era de 97,4 habitants per km².
Dels 91 habitatges en un 26,4% hi vivien nens de menys de 18 anys, en un 59,3% hi vivien parelles casades, en un 3,3% dones solteres, i en un 30,8% no eren unitats familiars. En el 25,3% dels habitatges hi vivien persones soles l'11% de les quals corresponia a persones de 65 anys o més que vivien soles. El nombre mitjà de persones vivint en cada habitatge era de 2,49 i el nombre mitjà de persones que vivien en cada família era de 3,03.
Per edats la població es repartia de la següent manera: un 25,1% tenia menys de 18 anys, un 5,7% entre 18 i 24, un 32,6% entre 25 i 44, un 20,3% de 45 a 60 i un 16,3% 65 anys o més.
L'edat mediana era de 36 anys. Per cada 100 dones de 18 o més anys hi havia 109,9 homes.
La renda mediana per habitatge era de 51.000 $ i la renda mediana per família de 54.583 $. Els homes tenien una renda mediana de 40.208 $ mentre que les dones 20.000 $. La renda per capita de la població era de 17.367 $. Aproximadament el 2,6% de les famílies i el 4,9% de la població estaven per davall del llindar de pobresa.

## Poblacions més properes
El següent diagrama mostra les poblacions més properes.